# 數據主義
數據主義是一個術語，被用來描述大數據的新興意義所產生的心態或哲學。2013年，大衛-布魯克斯（David Brooks）在《紐約時報》上首次使用該詞。 最近，這個詞被擴展為描述社會科學家尤瓦爾·哈拉瑞（Yuval Noah Harari）所稱的一種新興意識形態，甚至是一種新形式的宗教，其中“資訊流”是“最高價值”。